# Günther Matzinger
Günther Matzinger (* 16. Mai 1987 in Tamsweg, Salzburg) ist Profi-Sportler und Unternehmer. 2012 gewann er bei den Paralympics in London Goldmedaillen auf die Distanzen 400 und 800 Meter und stellte dabei respektive Europa- und Weltrekord auf. 2013 und 2017 wurde er Behinderten-Weltmeister über 400 Meter. 2019 wechselte er zum Para-Triathlon. Neben seiner sportlichen Karriere ist Matzinger erfolgreicher Unternehmer und Unterstützer junger Parasportler.

## Leben
Günther Matzinger besuchte in Salzburg das erzbischöfliche Privatgymnasium Borromäum. Danach studierte er an der Fachhochschule Krems „Exportorientiertes Management“. Nach dem Studium arbeitete Matzinger eine Zeit lang in einer Bank für Kapitalmarktfinanzierung in München, bevor er sich 2012 dem Profisport zuwandte. 2014 erlitt er einen Bandscheibenvorfall, der ihn zu einer Unterbrechung seiner sportlichen Karriere zwang. Matzinger begann sich intensiv mit dem Thema physische Gesundheit auseinanderzusetzen. Während seiner Karenz entwickelte er ein spielerisches Trainingskarten-Programm und gründete im Zuge dessen die Windhund GmbH.

### Unternehmerkarriere
Nach ersten wirtschaftlichen Erfolgen mit seinen Trainingskarten, entwickelte Matzinger zunächst eine Online-Übungsplattform, die ebenfalls kommerziell erfolgreich war. 2016 gründete er Windhund Workspace, eine Plattform für betriebliches Gesundheitsmanagement.

### Sportkarriere
Günther Matzinger wurde mit einer Dysmelie des rechten Unterarms geboren. Er startet daher in der paralympischen Klassen T47 (Leichtathletik) und PTS5 (Triathlon), nimmt aber auch an Wettkämpfen in der allgemeinen Klasse teil. Seit 2015 läuft Matzinger mit einer spezialangefertigten Carbonprothese, die sowohl die fehlende Schwungmasse kompensieren als auch für einen besseren Start sorgen soll.
Bei den Paralympischen Spielen 2008 in Peking startete er erstmalig bei den Paralympics und erreichte über 200 Meter den siebten Platz und über 400 m den vierten Platz.
Bei den IWAS World Games 2009 in Bangalore gewann Matzinger Gold über 400 Meter und Silber über 800 Meter.
Bei den IPC-Weltmeisterschaften 2011 in Christchurch, Neuseeland, gewann er Silber (400 m) und Bronze (800 m).
Der große Durchbruch gelang Matzinger bei den Paralympics 2012 in London. Über 400 Meter in 48,45 Sekunden holte er Gold und stellte einen neuen Europarekord auf. Vier Tage später gewann er auch die Goldmedaille über 800 Meter in der Weltrekordzeit von 1:51,82 Minuten. Diese Erfolge brachten ihm zahlreiche Auszeichnungen ein, unter anderem die Wahl zu Österreichs Sportler des Jahres mit Behinderung.
2013 gewann er Gold über 400 Meter bei der Para-Weltmeisterschaften in Lyon. 2014 holte er bei den Europameisterschaften in Swansea eine Silbermedaille.
2015 hatte er nach einem Bandscheibenvorfall eine verletzungsbedingte Pause.
2016 gewann er eine Silbermedaille über 200 Meter bei den Europameisterschaften in Grosseto, Italien und erreichte persönliche Bestleistungen von 48,28 s über 400 Meter und Bronze bei den Paralympics 2016 in Rio de Janeiro.
2018 wechselte Matzinger 2019 zum Para-Triathlon. 2020 gelang ihm der Anschluss an die Weltspitze und die Qualifikation für die Paralympics in Tokio 2021.

#### Erfolge in der Allgemeinen Klasse (nicht Para)
Matzinger gewann im Laufe seiner Karriere vier österreichische Staatsmeistertitel in der allgemeinen Klasse – davon einmal mit der Staffel. Sein erster Sieg gelang ihm 2013 nur einen Tag nach seinem IPC-WM-Titel in Lyon, als er sich über die 800-Meter-Distanz gegen Mario Haberfellner durchsetzte.

### Sonstiges
Im Oktober 2012 erspielte er bei der Promiausgabe der Millionenshow gemeinsam mit Thomas Geierspichler die Höchstsumme von 75.000 Euro für die Österreichische Sporthilfe.

## Erfolge

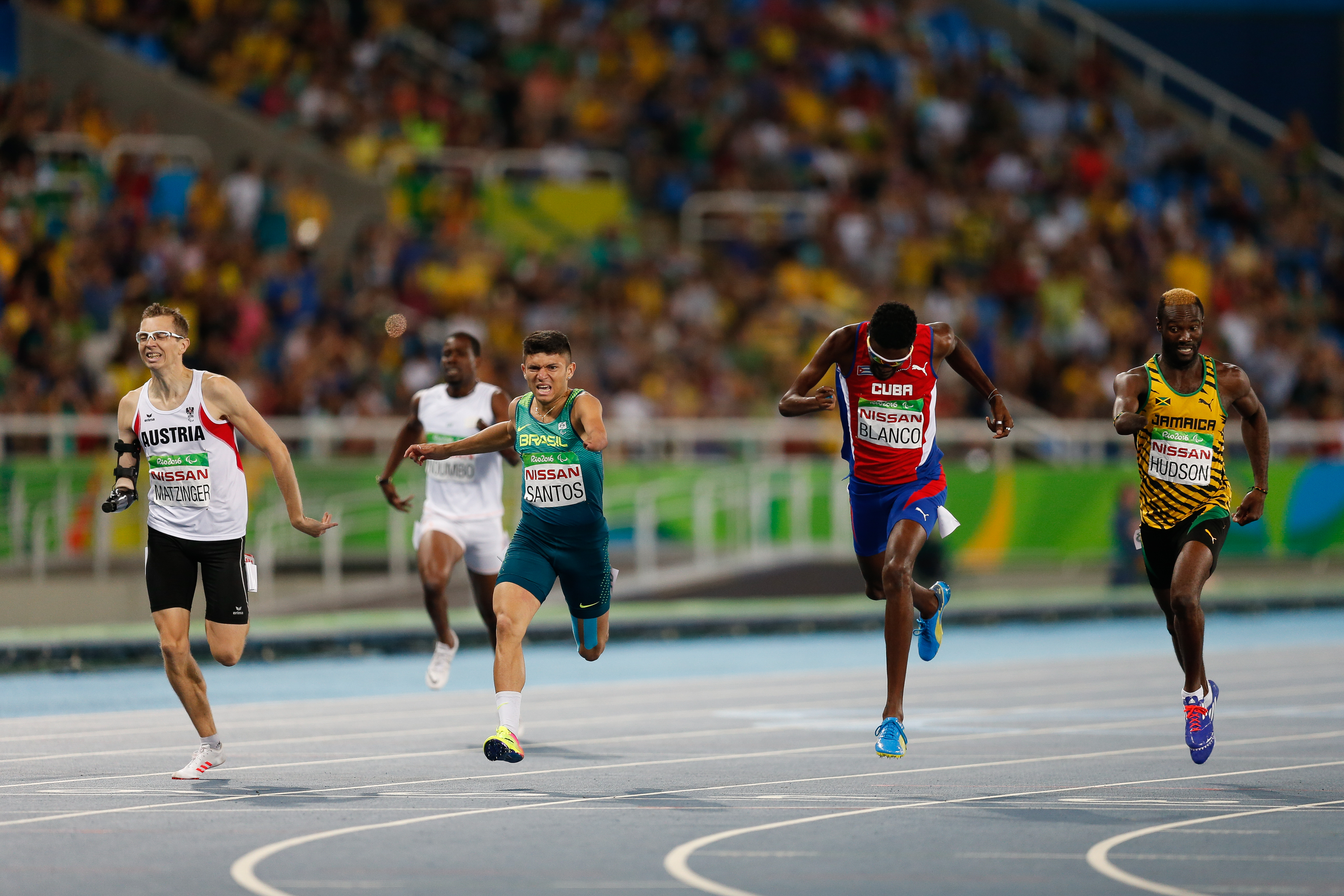
Matzinger (links) im paralympischen Finale in Rio über 400 Meter (2016)

### Paralympische Spiele
- Peking 2008: 5. Platz über 400 m (49,56 s), 7. Platz über 200 m (23,12 s)
- London 2012: Gold über 400 m (48,45 s), Gold über 800 m (1:51,82 min)
- Rio de Janeiro 2016: Bronze über 400 m (48,95 s)

### IPC-Weltmeisterschaften
- Christchurch 2011: Silber über 400 m (49,80 s), Bronze über 800 m (1:54,52 min)
- Lyon 2013: Gold über 400 m (49,45 s)
- London 2017: Gold über 400 m (49,35 s)

### IWAS World Games
- Bangalore 2009: Gold über 400 m (49,57 s), Silber über 800 m (1:55,65 min)

### IPC-Europameisterschaften
- Swansea 2014: Silber über 400 m (50,89 s)
- Grosseto 2016: Silber über 200 m (22,60 s)
- Berlin 2018: Gold über 400 m (50,34 s)

### Weitere Erfolge
- Dreifacher österreichischer Staatsmeister über 800 m (2013, 2015 und 2016, allgemeine Klasse)
- Österreichischer Staffel-Staatsmeister über 3 × 1000 m (2016, allgemeine Klasse)
- Dreifacher österreichischer Behinderten-Staatsmeister über 400 m (2011, 2014 und 2015)
- Österreichischer Behinderten-Staatsmeister über 100 m (2011)

## Persönliche Bestleistungen
| Distanz | Zeit        | Ort      | Datum           |
| ------- | ----------- | -------- | --------------- |
| 100 m   | 11,44 s     | Linz     | 25. Juni 2016   |
| 200 m   | 22,21 s     | Linz     | 25. Juni 2016   |
| 300 m   | 35,66 s     | Gilching | 1. Mai 2015     |
| 400 m   | 48,28 s     | Salzburg | 30. Juli 2016   |
| 800 m   | 1:50,77 min | Linz     | 1. August 2015  |
| 1000 m  | 2:32,26 min | Andorf   | 15. August 2015 |

## Auszeichnungen
- 2010: Goldenes Ehrenzeichen für Verdienste um die Republik Österreich
- 2012: Österreichs Behindertensportler des Jahres[12]
- 2012: Großes Ehrenzeichen für Verdienste um die Republik Österreich
- 2012: Stadtsiegel in Gold der Stadt Salzburg[13]